# Challenger de Savannah 2016
El torneo Savannah Challenger 2016 fue un torneo profesional de tenis. Pertenece al ATP Challenger Series 2016. Se disputó su 8.ª edición sobre superficie tierra batida Verde, en Savannah, Estados Unidos entre el 18 y el 24 de abril de 2016.

## Jugadores participantes del cuadro de individuales
| Favorito | País                      | Jugador              | Rank1 | Posición en el torneo |
| -------- | ------------------------- | -------------------- | ----- | --------------------- |
| 1        | Bandera de Estados Unidos | Denis Kudla          | 59    | Semifinales           |
| 2        | Bandera de Estados Unidos | Donald Young         | 83    | Semifinales           |
| 3        | Bandera de Estados Unidos | Tim Smyczek          | 117   | Primera ronda         |
| 4        | Bandera de Austria        | Gerald Melzer        | 122   | Cuartos de final      |
| 5        | Bandera de Georgia        | Nikoloz Basilashvili | 126   | Primera ronda         |
| 6        | Bandera de Estados Unidos | Bjorn Fratangelo     | 128   | CAMPEÓN               |
| 7        | Bandera de Argentina      | Facundo Argüello     | 143   | Segunda ronda         |
| 8        | Bandera de Estados Unidos | Jared Donaldson      | 144   | FINAL                 |

- 1 Se ha tomado en cuenta el ranking del 18 de abril de 2016.

### Otros participantes
Los siguientes jugadores recibieron una invitación (wild card), por lo tanto ingresan directamente al cuadro principal (WC):
- Denis Kudla
- Brian Baker
- Tommy Paul
- Tennys Sandgren

Los siguientes jugadores ingresan al cuadro principal tras disputar el cuadro clasificatorio (Q):
- Peter Polansky
- Nicolás Jarry
- Tomás Lipovsek Puches
- Roman Safiullin

## Campeones

### Individual Masculino
- Bjorn Fratangelo derrotó en la final a  Jared Donaldson, 6–1, 6–3

### Dobles Masculino
- Brian Baker /  Ryan Harrison derrotaron en la final a  Purav Raja /  Divij Sharan, 5–7, 7–6(4), [10–8]